# Шамова Анна Миколаївна
Анна Миколаївна Шамова (рос. Анна Николаевна Шамова; нар. 27 серпня 1977) — російська борчиня вільного стилю, срібна та бронзова призерка чемпіонатів світу, триразова бронзова призерка чемпіонатів Європи. Заслужений майстер спорту Росії з вільної боротьби.

## Життєпис
Боротьбою почала займатися з 1991 року. Чемпіонка світу 1993 року серед юніорів та дворазова чемпіонка Європи серед юніорів (1995, 1997).
Виступала за спортивний клуб ЦСКА, Москва. Тренер — Микола Карпенко. Срібний призер чемпіонату Росії (2001). У збірній команді Росії з 1996 по 2007 рік.
Закінчила Томський державний університет в 2000 році за фахом «педагог з фізичної культури і спорту».
Після завершення спортивної кар'єри перейшла на тренерську роботу. Тренер жіночої юніорської збірної команди Росії з вільної боротьби. Тренер-викладач з вільної боротьби дитячо-юнацької спортивної школи «Спартак-Орєхово», Орєхово-Зуєво. Кращі вихованці є переможцями і призерами Всеросійських турнірів, чемпіонатів і першостей, як Російських, так і обласних змагань.

## Нагороди
Нагороджена почесним знаком «За заслуги в розвитку фізичної культури і спорту Московської області» нагороджена знаком Губернатора Московської області «Во славу спорту» нагороджена почесними грамотами Губернатора Сахалінської області і Амурської області. має лист подяки Федераціі Московської області за особистий внесок в розвиток вільної боротьби. Подячні листи адміністрації міста Орехово-Зуєво.

## Спортивні результати на міжнародних змаганнях

### Виступи на Чемпіонатах світу
| Змагання                        | Збірна | Вагова категорія          | Місце  |
| ------------------------------- | ------ | ------------------------- | ------ |
| Чемпіонат світу з боротьби 1996 | Росія  | жіноча боротьба, до 75 кг | 4      |
| Чемпіонат світу з боротьби 1997 | Росія  | жіноча боротьба, до 75 кг | 5      |
| Чемпіонат світу з боротьби 1998 | Росія  | жіноча боротьба, до 68 кг | 4      |
| Чемпіонат світу з боротьби 1999 | Росія  | жіноча боротьба, до 68 кг | Бронза |
| Чемпіонат світу з боротьби 2000 | Росія  | жіноча боротьба, до 68 кг | Срібло |
| Чемпіонат світу з боротьби 2006 | Росія  | жіноча боротьба, до 67 кг | 15     |

### Виступи на Чемпіонатах Європи
| Змагання                         | Збірна | Вагова категорія          | Місце  |
| -------------------------------- | ------ | ------------------------- | ------ |
| Чемпіонат Європи з боротьби 1996 | Росія  | жіноча боротьба, до 75 кг | 4      |
| Чемпіонат Європи з боротьби 1997 | Росія  | жіноча боротьба, до 75 кг | Бронза |
| Чемпіонат Європи з боротьби 2000 | Росія  | жіноча боротьба, до 68 кг | Бронза |
| Чемпіонат Європи з боротьби 2002 | Росія  | жіноча боротьба, до 67 кг | Бронза |
| Чемпіонат Європи з боротьби 2003 | Росія  | жіноча боротьба, до 72 кг | 8      |

### Виступи на Кубках світу
| Змагання                    | Збірна | Вагова категорія          | Місце |
| --------------------------- | ------ | ------------------------- | ----- |
| Кубок світу з боротьби 2001 | Росія  | жіноча боротьба, до 68 кг | 4     |
| Кубок світу з боротьби 2003 | Росія  | жіноча боротьба, до 72 кг | 6     |
| Кубок світу з боротьби 2007 | Росія  | жіноча боротьба, до 67 кг | 6     |

### Виступи на змаганнях молодших вікових груп
| Змагання                                       | Збірна | Вагова категорія          | Місце  |
| ---------------------------------------------- | ------ | ------------------------- | ------ |
| Чемпіонат світу з боротьби серед юніорів 1993  | Росія  | жіноча боротьба, до 70 кг | Золото |
| Чемпіонат Європи з боротьби серед юніорів 1995 | Росія  | жіноча боротьба, до 70 кг | Золото |
| Чемпіонат Європи з боротьби серед юніорів 1997 | Росія  | жіноча боротьба, до 75 кг | Золото |